# 조렌느
《졸린》(영어: Jolene)은 2007년에 공개된 미국의 드라마 영화이다. 이 영화는 댄 아일랜드가 감독과 각본을 썼고, 돌리 파튼의 노래 "Jolene(졸린)"에 영감을 받은 E. L.닥터로의 단편 소설 Jolene: A Life를 원작으로 하고 있다. 제시카 채스테인은 타이틀 롤을 맡으며 영화 데뷔를 하였다. 2008년 6월 13일 시애틀 국제 영화제에서 초연 되었고, 2010년 10월 29일 미국에서 개봉되었다.

## 출연

### 주연
- 제시카 차스테인

### 조연
- 프란시스 피셔
- 젭 뉴먼
- 더모트 멀로니
- 채즈 팰민테리
- 테레사 러셀
- 마이클 바턴
- 루퍼트 프렌드
- 데니즈 리처즈
- 조시 로셋
- 존 도브라든카
- 듀앤드라 T. 브라운
- 에밀리 에드워즈
- 팻 지글리오
- 바바라 글로버
- 론 조던
- 벤자민 모우톤
- 그렉 조셉
- 스콧 먼슨
- 조세프 라이너
- 캐시 랜킨
- 클러 로랜드
- 재클린 루에다
- 토린 식스
- 재클린 토레스
- 샤논 위리

## 기타
- 협력프로듀서: 루이스 콜리나
- 미술: 번트 아만도스 카프라
- 세트: 니콜 로바트
- 배역: 베누스 카나니
- 배역: 마리 베뉴